# 魯科米什
49°5′59″N 25°22′52″E / 49.09972°N 25.38111°E

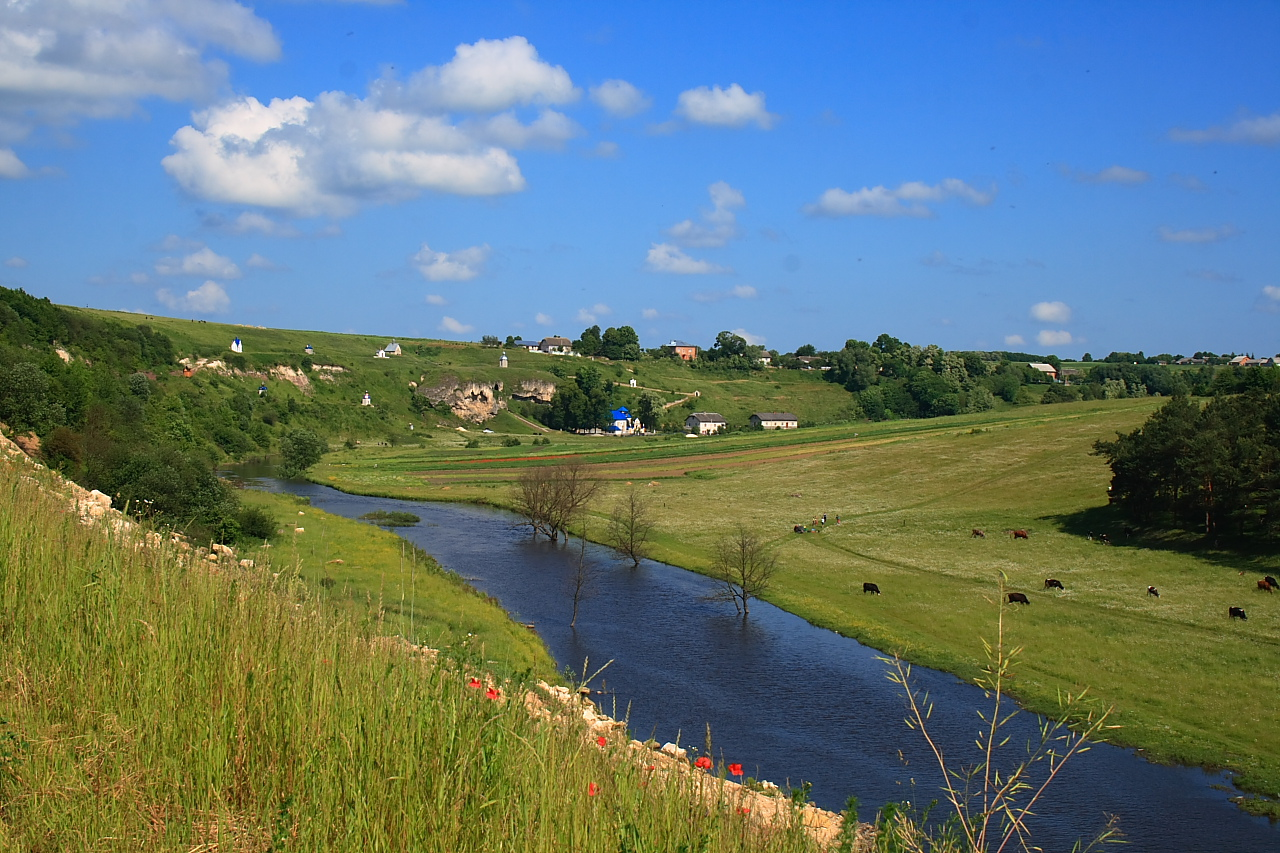

魯科米什（羅馬化：Rukomysh）是烏克蘭的村落，位於該國西部捷爾諾波爾州，由喬爾特基夫區負責管轄，處於斯特里帕河右岸，距離扎里溫齊0.5公里，面積0.98平方公里，2001年人口427。